# 부가티 비전 그란 투리스모
부가티 비전 그란 투리스모(영어: Bugatti Vision Gran Turismo)는 부가티에서 2015년에 출시된 스포츠카이다. 가격은 미화 5,160,000달러에서 최대 미화 18,000,000달러로 추정된다.

## 사양

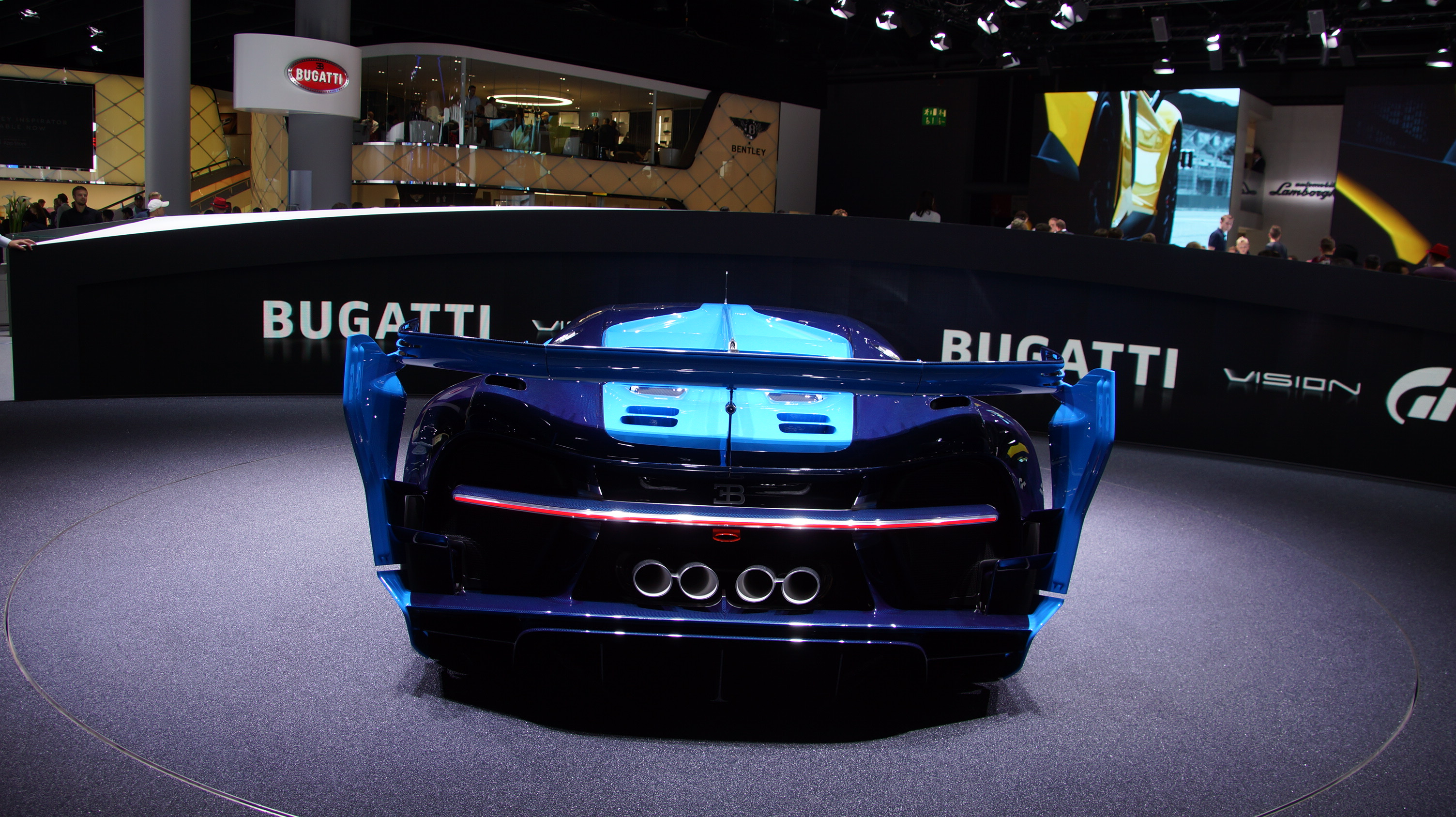
후방

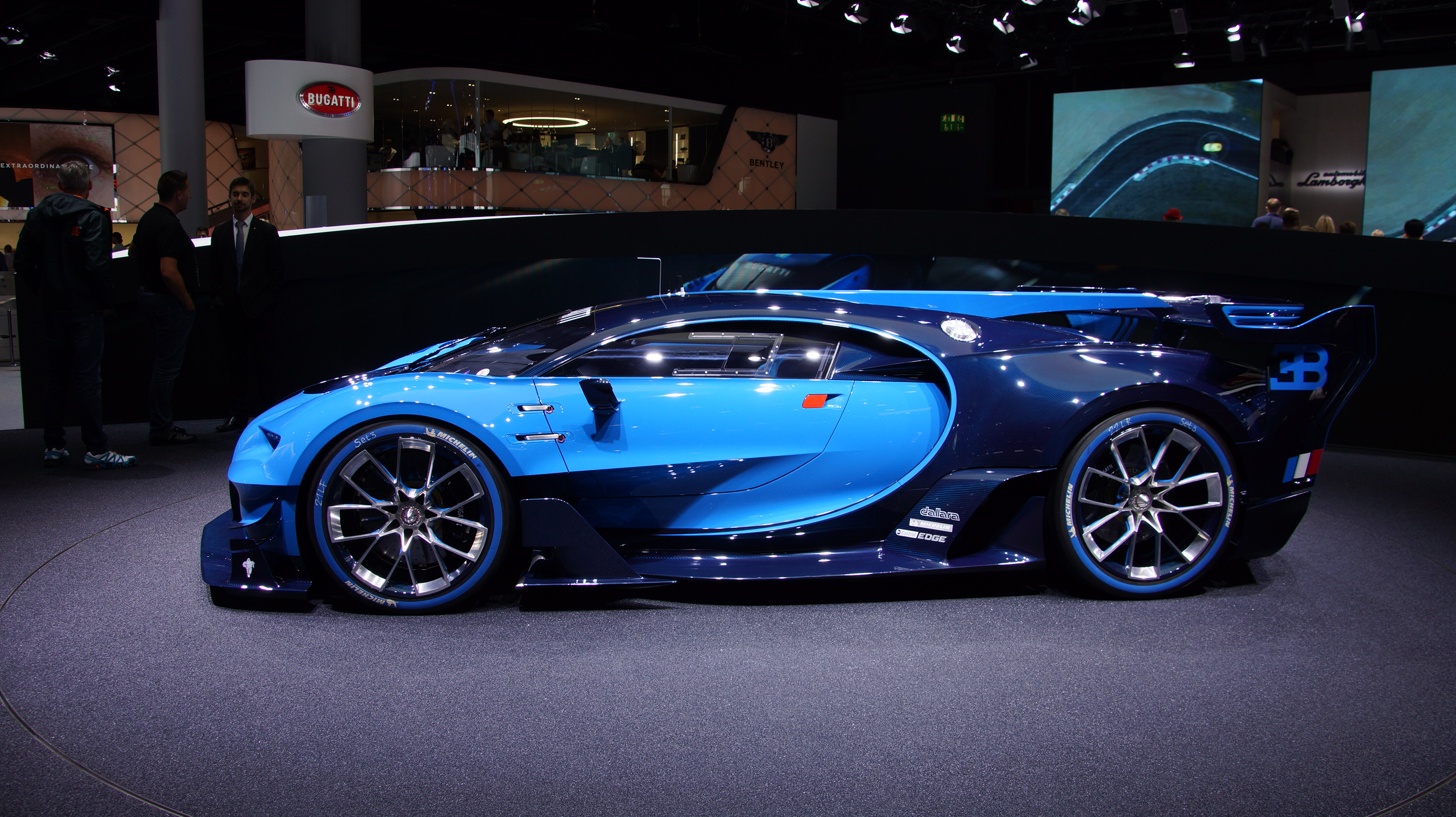
전방

엔진은 쿼드 터보 차저 W16이고, 최고 속도는 447 km/h (278 mph)이다.

## 비디오 게임에서의 등장
- 그란 투리스모
- 아스팔트 8: 에어본

## 같이 보기
- 부가티 시론